# Larissa Boehning

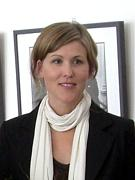
Larissa Boehning (2008)

Larissa Boehning (* 25. August 1971 in Wiesbaden) ist eine deutsche Schriftstellerin.

## Leben
Larissa Boehning wurde 1971 geboren und wuchs im schleswig-holsteinischen Halstenbek auf. Während eines USA-Aufenthaltes 1989 machte sie einen Abschluss an der Sidney High School in Ohio. 1992 legte sie ihr Abitur am Gymnasium Schenefeld ab. Sie studierte Kulturwissenschaft, Kunstgeschichte und Philosophie in Lüneburg und Berlin und schloss ihr Studium mit der Magisterarbeit zum Thema Versinnlichung von Information? Über die Geste des Tastens und die Phantasie der Berührung im Internet am Kulturwissenschaftlichen Seminar der Humboldt-Universität Berlin im Mai 1999 ab.
Während des Studiums arbeitete sie längere Zeit im Ausland – in Frankreich und den USA – und begab sich auf eine ausgedehnte Asienreise.
Nach Abschluss des Studiums machte sie sich zunächst als Grafikdesignerin selbständig. Seit dem Wintersemester 2003 unterrichtet sie im Rahmen eines Lehrauftrages an der Heinrich-Heine-Universität Düsseldorf im Fachbereich Kulturwissenschaft und Germanistik kreatives und literarisches Schreiben.
Von 2004 bis 2007 lebte sie in Palma und gab u. a. Workshops an der Mallorca Film Academy. Von 2008 bis 2010 folgten Lehrtätigkeiten als wissenschaftliche Mitarbeiterin an der Universität Siegen (Fachbereich Medienwissenschaft und Medienästhetik).
Larissa Boehning lebt mit ihrem Lebenspartner und den zwei gemeinsamen Kindern in Berlin.

## Preise, Auszeichnungen und Ehrungen
- 1993 Preisträgerin beim Literaturwettbewerb des Heinrich-Heine-Hauses in Lüneburg
- 2000 Preisträgerin beim Kurzgeschichtenwettbewerbes des JETZT-Magazin der Süddeutschen Zeitung und Step 21
- 2002 Literaturpreis Prenzlauer Berg für die Erzählung „Stummer Fisch, geliebter“
- 2007 Nominierung auf der Longlist für den Deutschen Buchpreis für „Lichte Stoffe“
- 2007 „Lichte Stoffe“ erhält den Mara-Cassens-Preis des Literaturhauses Hamburg für den besten deutschsprachigen Debütroman
- 2008 Förderpreis für den künstlerischen Nachwuchs des Kulturpreises des Kreises Pinneberg
- 2014 Nominierung für den Ingeborg-Bachmann-Preis

## Stipendien
- 2001 Teilnehmerin der einjährigen Werkstatt für junge Autoren der Neuen Gesellschaft für Literatur, Berlin
- 2002 Stipendiatin der Autorenwerkstatt Prosa am Literarischen Colloquium Berlin
- 2004 und 2011 Alfred-Döblin-Stipendium der Akademie der Künste (Berlin) im Alfred-Döblin-Haus in Wewelsfleth
- 2006 Stipendiatin im Schleswig-Holsteinischen Künstlerhaus Eckernförde
- 2007 Stipendiatin der Stiftung Künstlerdorf Schöppingen
- 2008 Stipendiatin der Sylt-Quelle
- 2008 Stipendiatin der Landesregierung Schleswig-Holstein
- 2009 Stipendiatin der Spreewälder Kulturstiftung im Hotel Zur Bleiche
- 2010 Tunnel über der Spree im Literarischen Colloquium Berlin
- 2011 Writer-in-Residence an der University of Liverpool und Leitung von Seminaren an der University of Lancaster sowie der University of Leeds
- 2011 Alfred-Döblin-Stipendium der Universität der Künste
- 2017 Grenzgänger Arbeitsstipendium der Robert Bosch Stiftung
- 2019 Arbeitsstipendium des Berliner Senats
- 2022 Aufnahme ins Arbeitsprogramm Berliner Künstler ‚Kulturräume‘

## Lesereisen im Auftrag des Goethe-Instituts
Im Februar 2012 reiste Larissa Boehning in die USA zu Lesungen in New York beim Festival für neue Literatur, in Chicago am Goethe-Institut, in der University of Illinois und der DePaul University sowie der University of Wisconsin in Madison.
Im Mai 2013 fuhr sie für eine mehrwöchige Lesereise in den Iran mit Seminaren und Lesungen an den Universitäten von Teheran und Isfahan.
Im Mai 2015 folgte eine Reise in die Volksrepublik China mit einer Übersetzerwerkstatt an der Universität Peking, einer Lesung in Qingdao, sowie Seminaren an der Sun Yat-Sen Universität in Guangzhou und in Hongkong.

## Tage der deutschsprachigen Literatur 2013
Larissa Boehning wurde von der Literaturkritikerin, Autorin und Journalistin Meike Feßmann zu den 37. Tagen der deutschsprachigen Literatur in Klagenfurt zum Ingeborg-Bachmann-Preis 2013 eingeladen. Sie las dort am 4. Juli 2013 einen Auszug aus ihrem damals noch unveröffentlichten Roman Nichts davon stimmt, aber alles ist wahr unter dem damaligen Arbeitstitel Zucker.
Die Jury nominierte am Sonnabend, den 6. Juli 2013 den Text von Larissa Boehning für die sieben Anwärter umfassende Short-List.

## Werke
- Schwalbensommer, Erzählungen, Eichborn, Frankfurt am Main 2003 (ISBN 3-8218-0736-9)
- Lichte Stoffe, Roman, Eichborn, Frankfurt am Main 2007 (ISBN 978-3-8218-0737-9)
- Kurzgeschichte "Wie schön es wäre" in Smoke – Geschichten vom blauen Dunst, Sammelband von Kurzgeschichten, Ars Vivendi, Cadolzburg 2008 (ISBN 978-3-89716-927-2)
- Kurzgeschichte "Something for nothing" – englische Übersetzung von "Zaungäste" in Berlin Tales – Evocative short stories from Berlin, Oxford University Press, New York 2009 (ISBN 978-0-19-955938-1)
- Kurzgeschichte "Ulmenhonig und Pinguine" in Bloß keinen Grießbrei an Heiligabend – Ein Weihnachtsgelage, Herausgeber Feridun Zaimoglu, List Taschenbuch, Berlin 2010 (ISBN 978-3-550-08831-5)
- Das Glück der Zikaden, Roman, Galiani, Berlin 2011 (ISBN 978-3-86971-039-6)
- Spreewald, Teil 2, Anthologie, Spreewälder Kulturstiftung, Burg 2013, (ISBN 978-3-00-040544-0)
- Nichts davon stimmt, aber alles ist wahr, Roman, Galiani, Berlin 2014 (ISBN 978-3-86971-087-7)
- Kurzgeschichte: "Gute Tage" in Baba, wie lange fahren wir noch?, als Herausgeberin zusammen mit Jörg Feßmann und Marion Neumann, Anthologie von Kurzgeschichten, Akademie der Künste, Berlin 2019 (ISBN 978-3-88331-233-0)
- All Walls Collapse: Stories of Separation, PEN-Anthologie, Comma Press, Manchester, Vereinigtes Königreich, 2022 (ISBN 978-1912697571)

## Trivia
In ihrem Erzählband Schwalbensommer benutzte Larissa Boehning die reformierte Rechtschreibung; für ihren Debütroman Lichte Stoffe kehrte sie zur herkömmlichen Rechtschreibung zurück.
Der Text den Larissa Boehning auf den Tagen der deutschsprachigen Literatur 2013 vortrug, fand nicht den Weg in die Endfassung ihres Romans Nichts davon stimmt, aber alles ist wahr.
2013 wurde Larissa Boehning in die Jury zur Verleihung des Kulturpreises des Kreises Pinneberg berufen. 2007 hatte sie diesen Preis in der Kategorie Förderpreis des künstlerischen Nachwuchs erhalten.
2020 war sie Mitgründerin des Eishockeyvereins EC Adler Berlin, der im selben Jahr zur Eishockey-Nachwuchsabteilung des Sportclubs Charlottenburg wurde. Sie ist bis heute Vorstandsmitglied.